# IGA Tennis Classic 1995
IGA Tennis Classic 1995 — жіночий тенісний турнір, що проходив на закритих кортах з твердим покриттям The Greens Country Club в Оклахома-Сіті (США). Належав до турнірів 3-ї категорії в рамках Туру WTA 1995. Відбувсь удесяте і тривав з 13 до 19 лютого 1995 року. Перша сіяна Бренда Шульц здобула титул в одиночному розряді й отримала 26,5 тис. доларів США.

## Фінальна частина

### Одиночний розряд
Бренда Шульц —  Олена Лиховцева 6–1, 6–2
- Для Шульц це був 2-й титул за сезон і 7-й — за кар'єру.

### Парний розряд
Ніколь Арендт /  Лаура Голарса —  Катріна Адамс /  Бренда Шульц 6–4, 6–3
- Для Арендт це був 1-й титул за рік і 3-й — за кар'єру. Для Голарси це був єдиний титул за сезон і 5-й — за кар'єру.